# 250年代
| 千纪： | 1千纪                                                                                  |
| 世纪： | 2世纪 \| 3世纪 \| 4世纪                                                                |
| 年代： | 220年代 \| 230年代 \| 240年代 \| 250年代 \| 260年代 \| 270年代 \| 280年代              |
| 年份： | 250年 \| 251年 \| 252年 \| 253年 \| 254年 \| 255年 \| 256年 \| 257年 \| 258年 \| 259年 |

## 大事记
- 司马氏控制曹魏大权；孙吴宫廷政变，诸葛恪被杀，孙亮被废；蜀汉姜维北伐

## 逝世
- 司马懿（251年去世）
- 孙权（252年去世）
- 诸葛恪（253年去世）
- 司马师（255年去世）